# Serranochromis janus
Serranochromis janus är en fiskart som beskrevs av Trewavas, 1964. Serranochromis janus ingår i släktet Serranochromis och familjen Cichlidae. IUCN kategoriserar arten globalt som otillräckligt studerad. Inga underarter finns listade i Catalogue of Life.